# Manuel Ugarte (futbolista)
Manuel Ugarte Ribeiro (Montevideo, Uruguai, 11 d'abril de 2001) és un futbolista uruguaià. Juga de centrecampista i el seu equip és el Paris Saint-Germain FC de la Lliga 1 de França.

## Trajectòria
Es va formar a les divisions juvenils del Centre Atlètic Fènix. El 2015 va començar a Setena Divisió, va convertir 5 gols en tot el campionat, van finalitzar en la sisena posició de la taula anual.
L'entrenador del primer equip, Rosario Martínez, el va incloure a la llista de 30 futbolistes per jugar la Copa Sud-americana 2016, amb la samarreta número 28. No va ser convocat i els seus companys es van enfrontar a Cerro Porteño, a l'anada van guanyar 1-0 però a la revenja van perdre 2-0 amb un gol al minut 93 i van ser eliminats de la primera ronda.
A causa del seu rendiment a les juvenils, Rosario el va convocar per primera vegada per jugar un partit oficial a la data 14 del Campionat Uruguaià Especial, la penúltima del torneig.
Va debutar com a professional el 4 de desembre de 2016, va ingressar al minut 83 per Agustín Canobbio, es van enfrontar a l'escorta del campionat Danubio al Parc Capurro, els albivioletes es van imposar 4-1 i van deixar sense possibilitat de títol els de la franja. Ugarte va jugar el seu primer partit amb 15 anys i 233 dies, va utilitzar la samarreta número 26. Es va convertir en el primer jugador del segle xxi a jugar professionalment a Uruguai, fins i tot va debutar abans que algun de la categoria 2000.
En l'última data, va tornar a ser convocat, van jugar contra Villa Española a l'Estadi Obdulio Varela, van empatar 2-2 però Ugarte no va tenir minuts.
Fenix va finalitzar el Campionat Uruguaià 2016 en novena posició, per la qual cosa no es va classificar per competicions internacionals. Manuel va ser convocat en dues oportunitats i va jugar un partit.
El 29 de desembre de 2020 es va fer oficial la seva marxa a Europa després de fitxar pel F. C. Famalicão fins al 2025. Va estar uns mesos a l'equip ja que al mes d'agost va ser traspassat a l'Sporting C.P..
Al juliol de 2023 va posar fi a dos anys i mig a Portugal després de marxar al París Saint-Germain F. C. i signar un contracte per cinc temporades.

## Selecció nacional
El 5 de setembre del 2021 va debutar amb la selecció d'Uruguai en un partit de classificació per al Mundial 2022 davant Bolívia que va acabar amb triomf uruguaià per 4 a 2.

## Palmarès
Sporting CP
- 1 Copa de la lliga portuguesa: 2021-22[1]

Paris Saint-Germain
- 1 Ligue 1: 2023-24[2]
- 1 Copa francesa: 2023-24[3]
- 1 Supercopa francesa: 2023[4]